# نیکوکس
نیکوکس (انگلیسی: NicOx) شرکت داروسازی فرانسوی است، که در سال ۱۹۹۶ تأسیس شد.